# 非アルコール性脂肪性肝炎
非アルコール性脂肪性肝炎（ひアルコールせいしぼうせいかんえん、Non-alcoholic steatohepatitis：NASH）とは、肝臓に脂肪が蓄積することで起こる肝炎である。非アルコール性脂肪性肝疾患のうちで最も極端な形態であり、NASH は原因不明の肝硬変の重要な原因だとみなされ、画像診断あるいは組織診断で脂肪肝を認め、アルコール性肝障害などの疾患を除外した病態である。最終的に肝細胞癌に進行することもある。

## 臨床像
発生に至る機序はまだはっきりとはわかっていないが、肥満に伴う脂肪肝に加え、肝臓に何らかのストレスがかかることによって発生するのではないかと考えられている。ストレスは具体的には活性酸素による酸化ストレス、過酸化脂質、鉄、インスリン抵抗性、サイトカインの放出などがある。日本では2005年よりメタボリックシンドロームの増加により、NASHへの注目も高まっている。
脂肪肝においては、血清フェリチンの増加がしばしばみられ、脂肪肝のなかでも非アルコール脂肪性肝炎 (NASH) を含んだ非アルコール性脂肪性肝疾患では、肝組織内の鉄の過剰が肝障害の増悪因子と考えられている。非アルコール性脂肪性肝炎では理由は不明であるが鉄の代謝異常が起こりフェリチンの増加が認められる。また肝臓には鉄が蓄積されていることが知られている。ヘプシジン（en:Hepcidin）は肝臓で産生される一種のペプチドホルモンであり、鉄代謝制御を行っている。ヘプシジンは腸からの鉄の過剰な吸収を抑制する作用を有する。ヘプシジン産生障害は鉄過剰症を引き起こす。なお、多くの病原体はその増殖に多量の鉄を要するため、ヘプシジンが血清鉄濃度を低下させることは炎症の原因となる菌の増殖を抑制して抗菌作用も発揮することになる。自由な鉄原子は過酸化物と反応しフリーラジカルを生成し、これが DNA やタンパク質、および脂質を破壊するためである。細胞中で鉄を束縛するトランスフェリンの量を超えて鉄を摂取すると、これによって自由な鉄原子が生じ、鉄中毒となる。余剰の鉄はフェリチンやヘモジデリンにも貯蔵隔離される。過剰の鉄はこれらのタンパク質に結合していない自由鉄を生じる。自由鉄がフェントン反応を介してヒドロキシラジカル（OH•）等の活性酸素を発生させる。発生した活性酸素は細胞のタンパク質やDNAを損傷させる。活性酸素が各臓器を攻撃し、肝臓には肝炎、肝硬変、肝臓がんを、膵臓には糖尿病、膵臓癌を、心臓には心不全を引き起こす。ヒトの体には鉄を排出する効率的なメカニズムがなく、粘膜や粘液に含まれる1-2mg/日程度の少量の鉄が排出されるだけであるため、ヒトが吸収できる鉄の量は1-2mg/日程度と非常に少ない。しかし血中の鉄分が一定限度を超えると、鉄の吸収をコントロールしている消化器官の細胞が破壊される。このため、高濃度の鉄が蓄積すると、ヒトの心臓や肝臓に恒久的な損傷が及ぶことがあり、最悪の場合は死に至ることもある。

## 症状
自覚症状はほとんどない。検査で発覚することがほとんどである。

## 検査
- 生化学検査
  - ASTとALTが軽度上昇する（50-150程度）。AST/ALT比は1.0以下。
  - フェリチンが上昇することがある。
  - ヒアルロン酸は繊維化に従い、増加する。
- CT
- 肝生検
  - 肝細胞への脂肪沈着、中心静脈周囲の細胞の線維化、肝細胞周囲性線維化など。
- 鑑別診断のため抗ミトコンドリア抗体M2分画（原発性胆汁性胆管炎：PBC）、抗核抗体（自己免疫性肝炎：AIH）、IgG4（原発性硬化性胆管炎：PSC）などを測定することもある。

## 診断
アルコール性肝障害との鑑別が最も重要となる。アルコール性肝障害ではAST/ALT比が1.0以上となることと、問診によってアルコール摂取量を把握することで鑑別する。肝線維化の進行度合いが予後に大きく影響するため「小葉内炎症」「風船様変性細胞」の程度が重要視される。

### 診断基準
観察者の判断差異や施設間差異の低減のため、下記表によるスコアリングによる病理診断(NAS: NAFLD Activity Score)が行われることがある。
| 項目               | 程度                         | 点数   |
| ------------------ | ---------------------------- | ------ |
| 肝脂肪化           | 5%未満                       | 0点    |
| 肝脂肪化           | 5～33%                       | 1点    |
| 肝脂肪化           | 33～66%                      | 2点    |
| 肝脂肪化           | 66%以上                      | 3点    |
| 小葉内炎症         | 病巣なし                     | 0点    |
| 小葉内炎症         | 200倍の視野で2箇所の病巣以下 | 1点    |
| 小葉内炎症         | 200倍の視野で2～4箇所の病巣  | 2点    |
| 小葉内炎症         | 200倍の視野で4箇所以上の病巣 | 3点    |
| 肝細胞の風船様変化 | なし                         | 0点    |
| 肝細胞の風船様変化 | 少数の風船様変性細胞         | 1点    |
| 肝細胞の風船様変化 | 多数の風船様変性細胞         | 2点    |
|                    |                              |        |
| 診断               |                              | 合計   |
| 診断               | 脂肪肝 (NAFL)                | 0〜2点 |
| 診断               | 境界型 NASH                  | 3〜4点 |
| 診断               | 非アルコール性脂肪肝炎 NASH  | 0〜8点 |

さらに、下記 Younossiの診断基準を併用することがある。
1. 肝細胞の脂肪化（程度は問わない）に加え小葉中心性の肝細胞の風船様変性（centrilobular ballooning）やMallory-Denk体を認めるもの。
2. 肝細胞の脂肪化に加え小葉中心性の細胞周囲/類洞周囲（pericellular/perisinusoidal）の線維化または架橋形成（bridging fibrosis）を認めるもの。

以上 1.または 2.を満たす場合NASHと定義する。

## 治療
食生活の改善と運動療法が基本。肝臓病に対する薬が投与されることもある。
ピオグリタゾンとビタミンEはNASHの改善に有用であるとの報告がある。
5%の体重減少でもNASHの改善がみられるが、減量幅は多いほど良いとの報告がある。

## 予後
肝炎から肝硬変、肝細胞癌へと進展することがあるため、肝機能を検査して常に確認しておくことが肝要である。

## 疫学
中年以降の女性に好発する。一般人口の罹患率はアメリカで2 - 3%と推定されており、日本においても同程度存在すると考えられている。

## 診療科
- 消化器内科

## 歴史
- 1979年、アドラーらが肥満患者にアルコール肝障害に類似した症例が見られることを報告。
- 1980年、ルドウィッヒらが飲酒歴がないにもかかわらずアルコール性肝障害に類似した症例が見られる疾患を非アルコール性脂肪性肝炎と命名[12]。